# Paragonia lanuginosa
Paragonia lanuginosa là một loài bướm đêm trong họ Geometridae.